# Tygelskriktrast
Tygelskriktrast (Turdoides sharpei) är en fågel i familjen fnittertrastar inom ordningen tättingar.

## Utseende och läte
Tygelskriktrasten är en gråbrun skriktrast med ljust öga. Mellan ögat och näbben syns en svart tygel som gett arten sitt namn. Den är vanligen mörkt streckad och fläckad undertill, men underarten vepres i centrala Kenya kan uppvisa vit strupe och varierande mängd vitt på undersidan. Arten liknar savannskriktrast och fläckig skriktrast, men skiljer sig genom den ljusa ögat. Bland lätena hörs ljusa och grovt babblande läten, ofta avgivna av en hel flock i kör.

## Utbredning och systematik
Tygelskriktrast delas in i två distinkta underarter med följande utbredning:
- Turdoides sharpei sharpei – förekommer från Turkanasjön till västra Rift Valley och norra Tanzania (Rukwasjön)
- Turdoides sharpei vepres – förekommer i centrala Kenya (Nanyukiområdet)

## Levnadssätt
Tygelskriktrasten hittas i en rad olika öppna miljöer, som savann, buskmarker, jordbruksområden och skogsbryn. Den ses nästan alltid i smågrupper som födosöker genom att hoppa fram på marken.

## Status och hot
Arten har ett stort utbredningsområde, men tros minska i antal, dock inte tillräckligt kraftigt för att den ska betraktas som hotad. Internationella naturvårdsunionen IUCN listar arten som nära hotad (LC).

## Namn
Fågelns vetenskapliga artnamn hedrar Richard Bowdler Sharpe (1847-1909), brittisk ornitolog vid British Museum of Natural History 1872-1909.